# Gundahar
Gundahar (? - 437.). Bio je kralj Burgunda (Drugo Burgundsko Kraljevstvo) oko 407. – 411. godine. U kronikama i dokumentima na latinskom ga se spominje pod imenoma Gundicharius, Guntharius, Gundaharius, a ostali izvori ga zovu Gunther, Gundahar, Gundahari, Gūðhere,  Gunnarr). Polulegendarni je lik. Legende o njemu postoje na latinskom (Waltharius; skandinavska varijacija Þiðrekssaga ga ne spominje), srednjovjekovnom srednjogornjonjemačkom, staronordijskom (Pjesma o Nibelunzima, Atlamal, Saga o Völsunzima)  i staroengleskom, posebice u njegovim odnosima s Sigfridom Zmajoubojicom (Sigurdom) te u svezi s njegovom smrću zbog izdaje u hali Atile (v. nordijska mitologija, germanski junak, junačko doba germanske mitologije).
Sin je burgundskog kralja Gebike. Na burgundsko je prijestolje došao nakon očeve smrti. Vladao je u isto vrijeme kad i njegov brat Gizelher.
406. su godine Alani, Vandali i Svevi, a moguće i Burgundin prešli Rajni i napali Galiju. 411. je godine burgundski kralj Gundahar ili 'Gundikar u suradnji s alanskim kraljem Goarom postavio marionetskog cara Jovina. Autoritetom galskog cara kojeg je kontrolirao, naselio se na lijevoj odnosno zapadnoj (t.j. rimskoj) obali Rajne, između rijeka Lautera i Nahe, zauzevši Borbetomagus, Civitas Nemetum i Argentoratum. Prividno kao dio mira, rimski im car Honorije službeno "dao" tu zemlju. Olimpiodor Tebski također spominje Guntiarios kojeg su zvali "zapovjednikom Burgunda" u surječju Jovinova prisvajanja Germanie Secunde 411. godine.
Nakon što su Burgundi postali nemogući foederati Rimljanima zbog čestih upada u rimsku gornju Galiju Belgicu, nemilosrdno su privedeni kraju 436., kada je rimski zapovjednik Flavije Aecije pozvao hunske plaćenike osvojiti Rajnsko kraljevstvo (s glavnim gradom u starom keltsko-rimskom naselju Borbetomagus/Worms), što su i učinili 437. godine. U borbi su ubili Gundahara.
Naslijedio ga je Gundiok. 